# Okres Csepreg

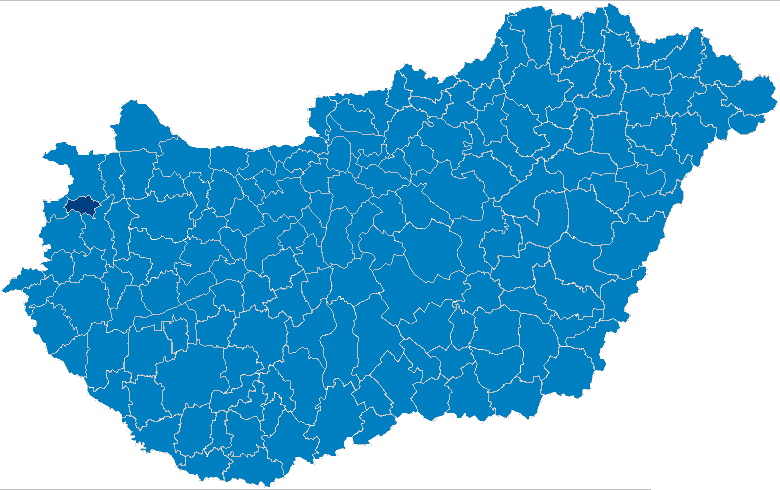
Bývalý okres Csepreg na mapě Maďarska

Okres Csepreg (maďarsky Csepregi kistérség) je bývalý obvod (kistérség) v Maďarsku v župě Vas. Jeho správním centrem bylo město Csepreg.

## Sídla
V okrese se nachází celkem 16 měst a obcí.
- Bő
- Bük
- Chernelházadamonya
- Csepreg
- Gór
- Iklanberény
- Lócs
- Mesterháza
- Nagygeresd
- Nemesládony
- Répceszentgyörgy
- Sajtoskál
- Simaság
- Tompaládony
- Tormásliget
- Tömörd